# 熱光起電力
熱光起電力（ねつこうきでんりょく、Thermophotovoltaic、サーモ・フォト・ヴォルタイック）とは、高温の金属やセラミックス（エミッタ―）からの放射（輻射）を化合物半導体（セル）で電力に変換すること。英語名の略称からTPVと呼ばれることが多い。この原理に基づく発電を熱光起電力発電（TPV発電）と呼ぶ。

## 概要
熱光起電力による発電システムは熱源、エミッタ―、TPVセルなどから構成される。TPVは原理的には太陽光発電（Photovoltaic：PV）に近いが、セルに照射される輻射エネルギーを高くすることができ、安定した電力を得ることができる。
基本的に熱源からの二酸化炭素排出は避けられないものの、高温であれば多様な熱源が選択でき、製鉄所などの排熱を利用することも可能である。また、当初は軍事用・宇宙用が考えられていたが、レジャー用や家庭用といった小規模の発電機などへの応用も期待されている。エンジン式の発電機に比べると、騒音を著しく低減できる魅力がある。
セルの材料はGaSbやInGaAsSbがよく用いられるが、Mg2Siなども研究されている。セルの波長感度領域に合わせたエミッタ―を選択することが重要であり、場合によってはエミッタ―とセルの間にフィルターを設けることもある。システムとしてのエネルギー変換効率は、燃料電池やエンジンに匹敵すると言われているが、現状では数%程度しか実現されていない。当初の変換効率は1%程度であったが、3%代も実現され始めている。
2022年4月、マサチューセッツ工科大学（MIT）と国立再生可能エネルギー研究所（NREL）は1900～2400℃の熱源に対し、約40％の発電効率を達成することができる1×1cmのTPVセルを開発したとnatureに掲載した。
高温の熱源から高エネルギー光子を捉えて変換効率を上げるため、より高いバンドギャップを持つIII-V材料を使用し、1.2／1.0eVまたは1.4／1.2eVのタンデム構造としたうえで、最下層に反射板の役割をする金の層を設けたという。

## 研究プロジェクト
（科学研究費補助金）
- 2001-2002年度 - 基盤研究C「石英多孔質体内の超断熱燃焼による選択波長光発電の研究」（代表：花村克悟、実施機関：岐阜大学）
- 2002-2003年度 - 萌芽研究「量子共鳴効果による周期的表面ナノ構造からの熱放射スペクトル制御」（代表：湯上浩雄、実施機関：東北大学）
- 2003-2004年度 - 基盤研究C「近接場光による高密度ナノサイズ光起電力発電素子に関する研究」（代表：花村克悟、実施機関：東京工業大学）
- 2004-2005年度 - 萌芽研究「表面回折光学系を用いた熱放射スペクトル制御」（代表：湯上浩雄、実施機関：東北大学）
- 2005-2006年度 - 基盤研究B「ナノギャプにおける近接場光の波長選択性と光起電力発電への展開」（代表：花村克悟、実施機関：東京工業大学）
- 2005-2007年度 - 基盤研究A「スペクトル機能性ふく射の制御技術開発をめざす分光熱工学のアプローチ」（代表：牧野俊郎、実施機関：京都大学）
- 2007-2008年度 - 基盤研究B「マイクロキャビティ選択波長擬似近接場光効果の発現と高密度光起電力発電の開発」（代表：花村克悟、実施機関：東京工業大学）
- 2008-2010年度 - 基盤研究A「スペクトル機能性ふく射の制御技術開発をめざす熱工学の展開」（代表：牧野俊郎、実施機関：京都大学）
- 2009-2011年度 - 基盤研究B「エバネッセント波誘導擬似プラズモンによる高密度近赤外光起電力発電」（代表：花村克悟、実施機関：東京工業大学）
- 2010-2011年度 - 若手研究B「希土類ドープによる近赤外ふく射機能性釉薬の開発と高効率熱光起電力発電への展開」（代表：熊野智之、実施機関：神戸市立工業高等専門学校）
- 2011-2012年度 - 挑戦的萌芽研究「繊維状ナノ構造金属の応用開発:熱光起電力発電用吸収体・エミッター」（代表：梶田信、実施機関：名古屋大学）
- 2012-2014年度 - 基盤研究A「微細構造表面プラズモン共鳴による近接場光の波長制御とエネルギー変換」（代表：花村克悟、実施機関：東京工業大学）
- 2014-2016年度 - 若手研究B「製鉄排出エネルギーを有効利用するふく射波長変換／発電システムの開発」（代表：熊野智之、実施機関：神戸市立工業高等専門学校）